# Bizonia

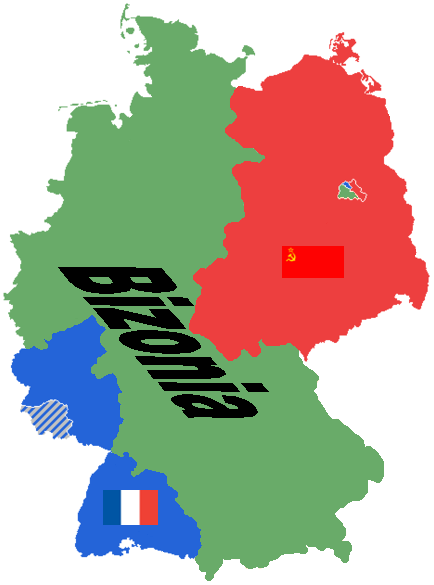
Bizonia

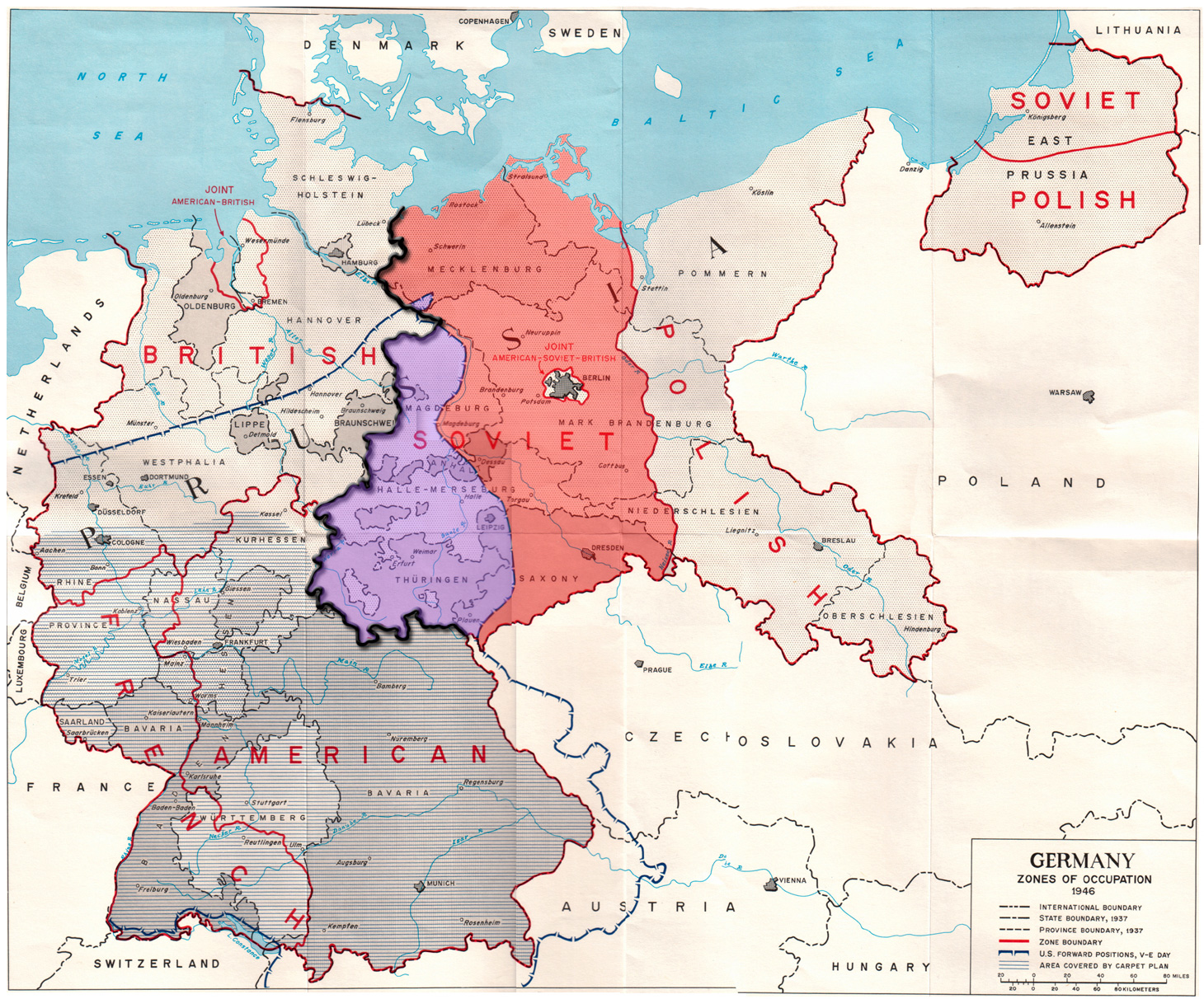
Szczegółowy przebieg granic stref okupacyjnych w Niemczech

Bizonia (z ang. „Bizone” – dosł. podwójna strefa) – nazwa połączonej brytyjskiej i amerykańskiej strefy okupacyjnej w okupowanych Niemczech po II wojnie światowej. Powstała 1 stycznia 1947 roku, gdy do okupacyjnej strefy amerykańskiej przyłączono strefę brytyjską i powstałemu terytorium nadano nazwę Bizonia. 8 kwietnia 1949 roku do Bizonii została przyłączona okupacyjna strefa francuska, powstała Trizonia.